# Gnophomyia latilobata
Gnophomyia latilobata är en tvåvingeart som beskrevs av Alexander 1949. Gnophomyia latilobata ingår i släktet Gnophomyia och familjen småharkrankar.
Artens utbredningsområde är Peru. Inga underarter finns listade i Catalogue of Life.